# Biancamaria Frabotta
Biancamaria Frabotta (Roma, 11 de junio de 1946-Roma, 2 de mayo de 2022) fue una poeta, escritora, periodista y profesora universitaria italiana.
En septiembre de 2016 fue invitada al 24º Festival de Poesía en Rosario (Argentina) y al 26º Festival de Poesía de Medellín.

## Biografía
Nació en Roma el 11 de junio de 1946.
Enseñó literatura italiana moderna y contemporánea en la Universidad de Roma La Sapienza. Poeta, autora de una novela y de textos teatrales, tiene una vasta producción de ensayos, entre la cual se halla la antología Mujeres en poesía (Roma, Savelli, 1976), Literatura al femenino (Bari, De Donado, 1980), Giorgio Caproni el poeta del disincanto (Roma, Taller ediciones, 1993) y La extrema voluntad (Roma, Giulio Perrone Editor, 2010). Colaboradora de revistas, ha sido redactora de Orsa menor (de 1981 a 1983) y de Poesía (de 1989 a 1991). Ha escrito sobre el Manifiesto. Feminista, ha militado en el PdUP  y ha recogido estudios e intervenciones alrededor del feminismo en dos volúmenes (Feminismo y Lucha de clases y La política del feminismo).
Murió en Roma el 2 de mayo de 2022, a los 75 años de edad.

## Obras

### Poesía
- Affeminata, Rivalba-Turín, Geiger editor, 1976 (nota crítica de Antonio Lleva)
- El ruido blanco, Milán, Feltrinelli, 1982
- Appunti de vuelo y otras poesías, Roma, La Cometa,1985
- Controcanto al cerrado, Roma, Rojos & Spera Editores, 1991
- La viandanza, Milán, Arnoldo Mondadori Editor, 1995 (Premio Montale 1995)
- High Tide, Dublin, Poetry Ireland LTD (versiones inglesas de poesías tratte de La viandanza)
- Terra contigua, Roma, Empirìa,1999
- La planta del pan, Milán, Arnoldo Mondadori Editor, 2003
- Los eternos trabajos, Génova, San Marco de los Giustiniani, 2005
- LOS nuevos climas, Brunello, Prensa, 2007
- De manos mortales, Milán, Arnoldo Mondadori Editor, 2012

### Narrativa
- Velocidad de fuga, Trento, Reverdito Editor, 1989 (Premio Tropea 1989)
- Quartetto para masas y voz sola, Roma, Donzelli editor, 2009

### Teatro
- Trittico de la obediencia, Palermo, Sellerio,  1996

### Libros de arte
- Controcanto al cerrado (monólogo teatral con dos incisioni de Giulia Napoleón), Roma, Ediciones de la Cometa, 1994
- queda uno (dieciséis haiku con seis incisioni de Giulia Napoleón, Firenze, El Puente, 1996)
- Supervivencia del blanco (cartella, con seis maneras negras de Giulia Napoleón), Milán, Scheiwiller,  1997